# Vetschauer Mühlenfließ
Das Vetschauer Mühlenfließ, niedersorbisch Wětošojska młyńska, ist ein Fließ im Süden des Landes Brandenburg. Der Oberlauf des Flusses bis zum Zusammenfluss mit dem Neuen Vetschauer Fließ bei Ranzow wird auch als Luckaitz bezeichnet.

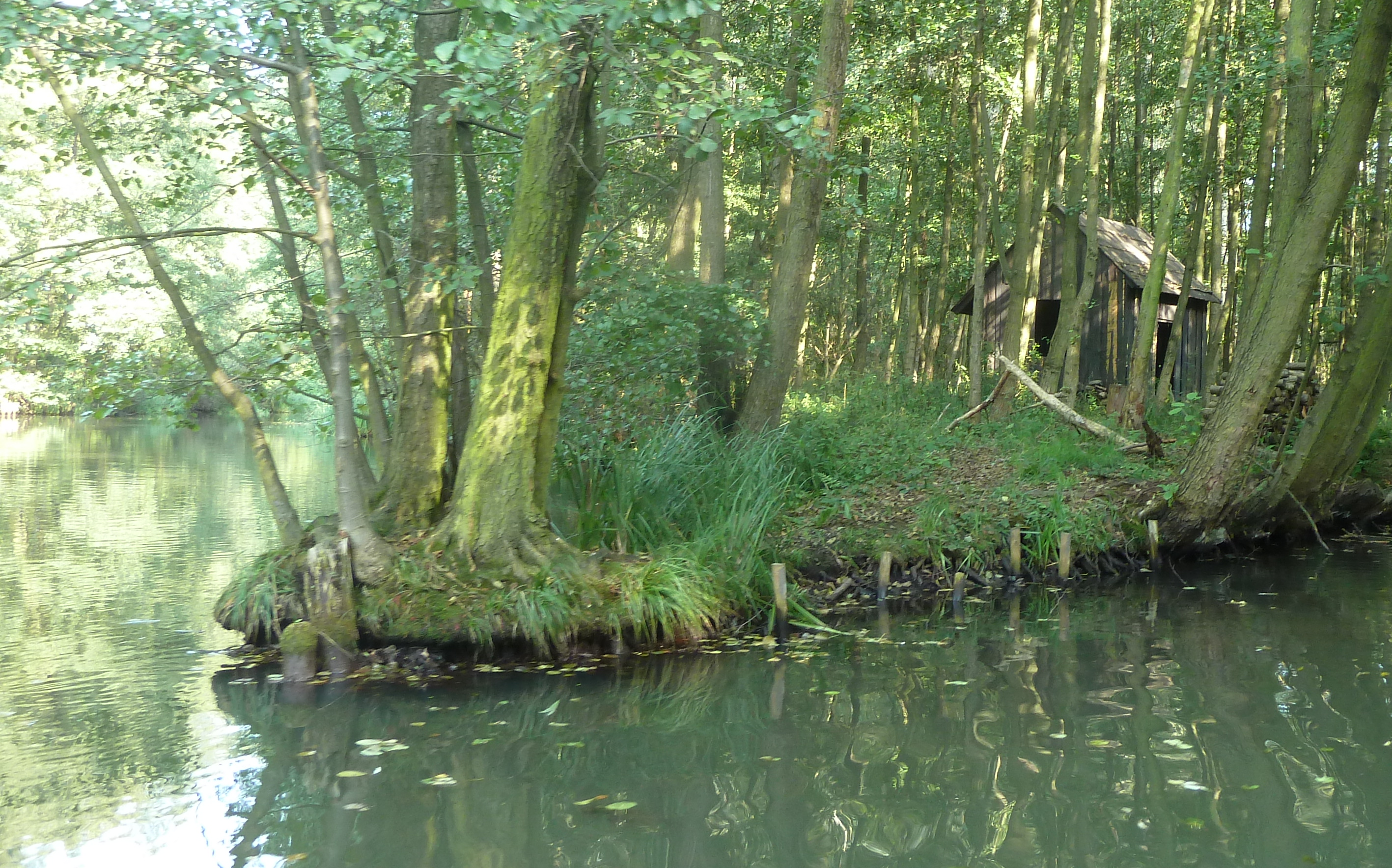
An der Mündung des (von rechts kommenden) Vetschauer Mühlenfließes in den Südumfluter steht auf der Liebesinsel die für den 6. Spreewaldkrimi: Mörderische Hitze errichtete Hütte und davor der Hackklotz, auf dem im Film nicht nur Holz gehackt wurde.

Es ist ein Nebengewässer der Spree und entspringt in den Luckaitzer Bergen im Niederlausitzer Landrücken, passiert die Reptener Teiche, fließt westlich am namengebenden Ort Vetschau/Spreewald vorbei, um dann nach Passieren von Stradow, den Stradower Teichen, dem Kossateich letztendlich die Radduscher Kahnfahrt zu kreuzen und in den Südumfluter des Oberspreewaldes zu entwässern. Das Einzugsgebiet des Vetschauer Mühlenfließes umfasst etwa 123 Quadratkilometer. In Vetschau werden die Gewässer der Parkanlage des Schlosses Vetschau durch das Vetschauer Mühlenfließ mit Wasser versorgt.
Die Fließgeschwindigkeit des etwa zwei bis drei Meter breiten Fließes ist nur gering. Die Ufer sind überwiegend steil und weisen nur vereinzelt Gehölzbewuchs auf. Die geführte Wassermenge ist verhältnismäßig gering. Der ursprüngliche Wasserhaushalt wurde durch einen bestehenden Braunkohletagebau gestört. Heute führt das Fließ überwiegend Grubenwasser. Im Bereich des Fließes kommt der Fischotter und die Grüne Keiljungfer vor. Teile des Mühlenfließes gehören zu FFH-Gebieten.
Das Fließ wurde über die Region hinaus bekannt, da die Verockerung bzw. Eisenhydroxid-Belastung aufgrund des Braunkohlentagebaus stellenweise besonders hoch ist. Naturschutzverbände wie Greenpeace befürchten, dass dadurch das regionale Ökosystem gestört werden könnte und auch die Wasserqualität der Spree gefährdet ist.

## Quelle
- Erlass des Ministeriums für Ländliche Entwicklung, Umwelt und Verbraucherschutz zur Bekanntmachung der Erhaltungsziele nach § 26 b Abs. 3 des Brandenburgischen Naturschutzgesetzes und zur Bewirtschaftung des Gebietes von gemeinschaftlicher Bedeutung „Göritzer und Vetschauer Mühlenfließe“ vom 14. November 2005, im Amtsblatt für Brandenburg – Nr. 50 vom 21. Dezember 2005